# Illigera elegans
Illigera elegans är en tvåhjärtbladig växtart som beskrevs av B.E.E. Duyfjes. Illigera elegans ingår i släktet Illigera och familjen Hernandiaceae. Inga underarter finns listade i Catalogue of Life.